# Cucu
Ricard Fernández Betriu, plus connu sous le surnom de Cucu, né le 19 mars 1999 à Andorre-la-Vieille, est un footballeur international andorran qui évolue au poste d'avant-centre à l’UE Santa Coloma.

## Biographie

### En club
Cucu fait partie depuis 2017 de l'équipe du FC Andorre, le meilleur club de la principauté, qui évolue dans les ligues espagnoles. Il fait ses débuts dans l'équipe alors que Gerard Piqué vient de devenir, via sa société, l'actionnaire majoritaire du club. Il participe ainsi à l’épopée qui voit son club monter en Tercera División, puis à la suite de la mise en faillite du Reus Deportiu, directement en Segunda B.
En janvier 2020, il est prêté au CF Igualada, club espagnol évoluant en Primera Catalana, plus haut échelon du football en Catalogne.
Alors qu'il devient un joueur central de l'équipe catalane, il rentre précocement en Andorre du fait de la pandémie de Covid-19, juste avant le début du confinement.

### En sélection
International avec les équipes de jeune andorranes, il prend notamment part à la victoire historique des espoirs contre l'équipe de Turquie, marquant notamment un but.
Il fait ses débuts avec l'équipe d'Andorre lors d'un match amical contre le Liechtenstein le 21 mars 2018. Andorre remporte le match 1-0.